# José Esteban Gonzalo
José Esteban Gonzalo (Sigüenza, 1935) es un escritor, periodista, folclorista, paremiólogo, gastrónomo y editor español. Reconocido erudito en temas madrileños, ha llegado a reunir una biblioteca de más de cuarenta mil volúmenes.

## Vida y obra
Nacido en 1935 en Siguenza, provincia de Guadalajara, estudió Magisterio y vino a Madrid en 1955. Allí estudió Derecho en la vieja Universidad de San Bernardo y de la mano de su paisano, el artista Antonio Pérez, logró introducirse en los cafés del viejo Madrid y sobre todo en la tertulia izquierdista del Café Pelayo. Intervino en la vida política clandestina española durante la dictadura franquista, alineándose en la 'izquierda cultural' de la Transición. Durante el franquismo, publicó poemas y trabajos críticos en revistas como Ínsula, donde algunos de sus poemas no pasaron la censura; en Acento Cultural, donde ejercía el crítico Rafael Conte; en Cuadernos para el Diálogo y en Triunfo, gracias a Víctor Márquez Reviriego. Después en El Urogallo. También obtuvo una beca de la Fundación Juan March para preparar un trabajo sobre "La novela social de preguerra (1928-1936)". Fue un asiduo tertuliano del Café Gijón y entre su polifacética producción cultivó el ensayo tanto serio como despreocupado (como en el caso Vituperio -y algún elogio- de la errata). Militó en el PCE hasta que Santiago Carrillo lo expulsó en los 70.
Entre 1974 y 1976 codirigió, con Jesús Munárriz y Antonio Martínez Sarrión, La Ilustración Poética Española e Iberoamericana, revista de poesía de la que aparecieron doce números; también confeccionó antologías de poetas y narradores y fundó la editorial Turner, sello desde el que rescató a autores como Luis Cernuda, José Moreno Villa y José Bergamín, autores de la II República proscritos por el franquismo, o autores caídos en el olvido como el vanguardista y fascista Ernesto Giménez Caballero, sin dejar de lado a otros olvidados del pensamiento progresista de los siglos XVIII y XIX; entre otros, editó obras de los ilustrados Francisco Cabarrús y Juan Meléndez Valdés, del regeneracionista Lucas Mallada, de Eugenio Noel, de Manuel Ciges Aparicio y del cubano José Martí. Asimismo, hizo estudios sobre las revistas literarias de la Segunda República, y creó la editorial El Árbol.
También ha contribuido en la recuperación del género literario de la novela histórica con dos obras dedicadas a la España Liberal: El himno de Riego (1984), que refleja las meditaciones del autor de la revolución española de 1820, horas antes de ser ejecutado, y La España peregrina (1988), donde escribe el diario de Torrijos y pasa revista a los otros emigrados liberales españoles en Londres, bajo el punto de vista de José María Blanco White.
Esteban, que se ha definido como «madrileño de hecho y de derecho, aunque no de nacimiento», ha escrito monografías como El Madrid liberal (Avapiés, 1984), Viajeros hispanoamericanos en Madrid, El Madrid de la República (Sílex, 2000) o Mateo Morral: causa por un regicidio. De su obra de carácter paremiológico cabe citar Sin comer y beber no hay placer. Refranero de la alimentación, Las mil y una palabras de casa de putas, El caballo en el refranero, Refranero contra Europa, Apodos, motes y refranes de Guadalajara, Refranero anticlerical. Interesado en la bohemia literaria y la literatura popular de rápido consumo, escribió, junto a Anthony Zahareas, Los proletarios del arte. Introducción a la bohemia (Celeste, 1998). Ha formado parte de la junta de gobierno del Ateneo de Madrid, y entre sus obras compartidas más ambiciosas está Los Novelistas sociales españoles (1928-1936): antología, escrito con Gonzalo Santonja. En el capítulo periodístico, recogió parte de sus artículos de prensa en Escarceos periodísticos (2007).
El 8 de marzo de 2013 se le concedió el Premio ABC Cultural & Ámbito Cultural. Y en 2019 publicó sus memorias bajo el título de Ahora que recuerdo.

## Recuento de sus obras
- El himno de Riego (1984), novela histórica. Otras eds., 2000 y 2008.
- El Madrid liberal (Avapiés, 1984)
- Guadalajara en la obra de Galdós, 1985.
- La España peregrina (1988), novela histórica.
- Meléndez Valdés, Madrid, Júcar, 1988.
- Con Gonzalo Santonja, Los Novelistas sociales españoles (1928-1936): antología, 1988.
- Breviario del cocido, 1988; otra ed., 2009.
- Guadalajara y Baroja, 1992.
- La cocina en Galdós y otras noticias literario-gastronómicas, 1992.
- Refranero contra Europa, 1996.
- Café Gijón, Madrid, 1996.
- El año que voló papá, 1997, 2.ª ed.
- Sin comer y beber no hay placer. Refranero de la alimentación, 1997.
- Con Anthony Zahareas, Los proletarios del arte. Introducción a la bohemia (Celeste, 1998)
- El Madrid de la República (Sílex, 2000)
- Viaje literario a través del Henares, Alcalá de Henares, Mingaseda, 2001.
- ¡Judas... Hi de puta! Insultos y animadversión entre españoles. Sevilla, Renacimiento, 2003.
- Vituperio -y algún elogio- de la errata, Sevilla, Renacimiento, 2003.
- Con Anthony Zahareas, Contra el canon. Los bohemios de España (1880-1920), [Madrid], Ediciones del Orto, 2004.
- Viajeros hispanoamericanos en Madrid, 2004.
- Las mil y una palabras de casa de putas, Sevilla, Espuela de plata, 2005.
- Breve diccionario de ventas, mesones, tabernas, vinos, comidas, maritornes y arrieros en tiempos de Cervantes [Murcia], Nausícaä, 2006.
- Escarceos periodísticos (2007).
- Galdós y La Mancha, Ciudad Real, Almud, 2011.
- Mateo Morral el anarquista: causa por un regicidio, 2011.
- Refranero anticlerical, 2011.
- Poesía 8++, 2011.
- La Generación del 98 en sus anécdotas, Sevilla, Renacimiento, 2012.
- Los amigos españoles de Oscar Wilde, Madrid, Reino de Cordelia, 2013.
- Valle-Inclán y la bohemia, 2014.
- La caricatura como provocación. Luis Bagaría, Madrid, Ediciones del Orto, 2015
- El crimen de Mazarete. Historia (y consecuencias) de un error judicial (2016).
- ¡Viva el carajo!, 2016.
- Diccionario de la Bohemia. De Bécquer a Max Estrella (1854-1920), Sevilla, Renacimiento, 2017.
- Duelos y duelistas españoles, Reino de Cordelia, 2018.
- Ahora que recuerdo, Reino de Cordelia, 2019, memorias.
- El caballo en el refranero
- Apodos, motes y refranes de Guadalajara
- BESTIARIUS STEBANENSIS, Ediciones Mingaseda, 2019